# Microcentrum myrtifolium
Microcentrum myrtifolium är en insektsart som beskrevs av Henri Saussure och Francois Jules Pictet de la Rive 1898. Microcentrum myrtifolium ingår i släktet Microcentrum och familjen vårtbitare. Inga underarter finns listade i Catalogue of Life.